# Exocentrus lerouxi
Exocentrus lerouxi är en skalbaggsart som beskrevs av Teocchi och Henri L. Sudre 2002. Exocentrus lerouxi ingår i släktet Exocentrus och familjen långhorningar. Inga underarter finns listade i Catalogue of Life.